# Acer nikoense
Acer nikoense är en kinesträdsväxtart som beskrevs av Friedrich Anton Wilhelm Miquel. Acer nikoense ingår i släktet lönnar, och familjen kinesträdsväxter. Inga underarter finns listade i Catalogue of Life.